# 班斯瓦拉縣

班斯瓦拉縣（Banswara district）是印度拉賈斯坦邦的一個縣，位於該國西北部，面積5,037平方公里，識字率為57.2%，2011年人口1,798,194，人口密度每平方公里357人。

## 外部連結
- Banswara District website
- Banswara District map (Invest Rajasthan)

27°12′N 74°00′E / 27.200°N 74.000°E